# Schefflera umbellifera
Schefflera umbellifera är en araliaväxtart som först beskrevs av Otto Wilhelm Sonder, och fick sitt nu gällande namn av Henri Ernest Baillon. Schefflera umbellifera ingår i släktet Schefflera och familjen araliaväxter. Inga underarter finns listade.

## Bildgalleri

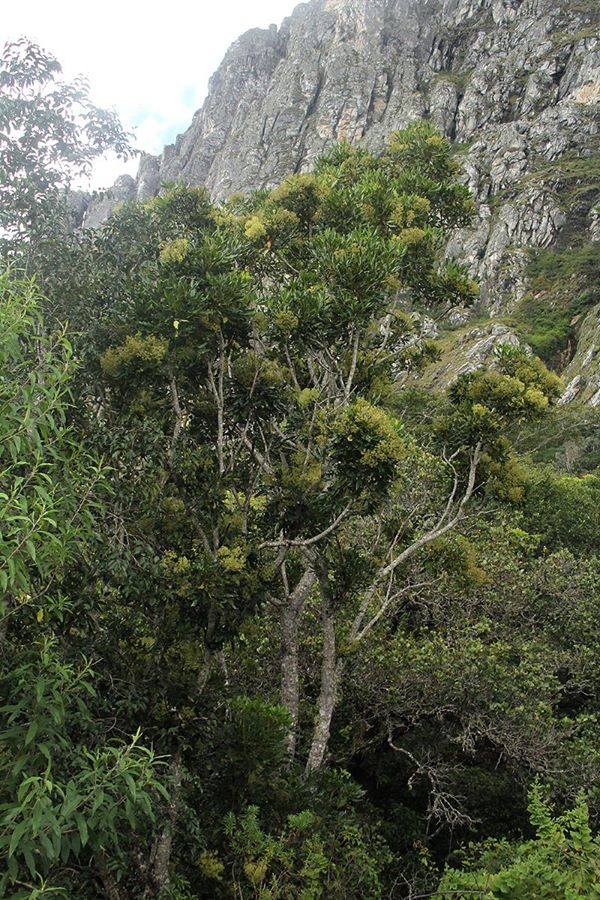
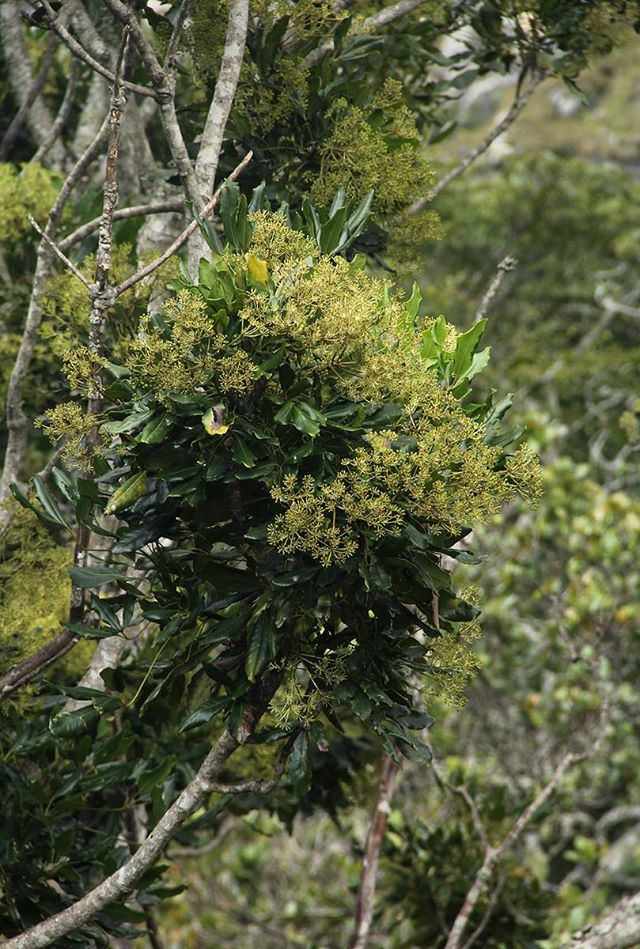
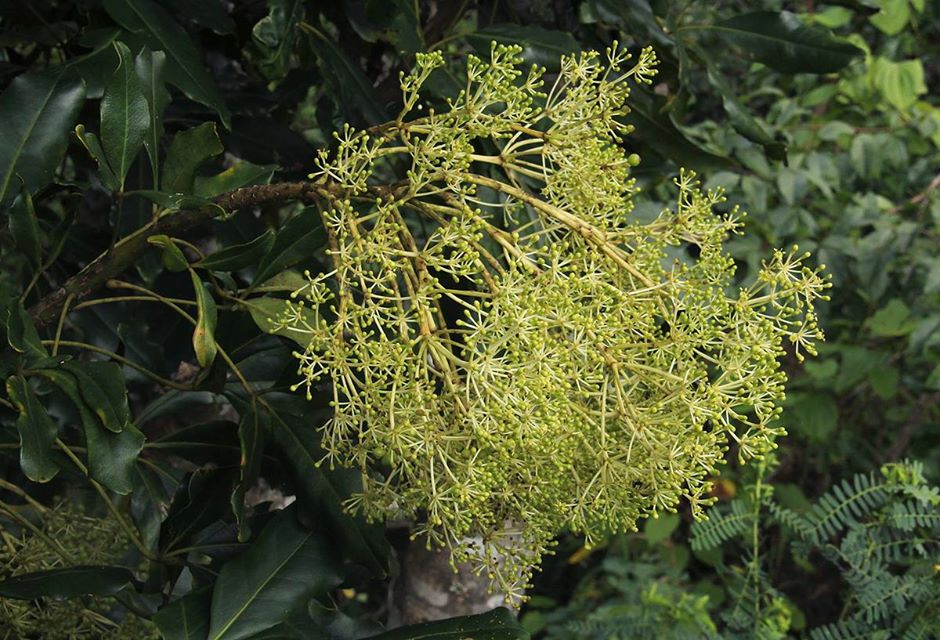